# Костянтин Дука (претендент)
Костянтин Дука (*Κωνσταντίνος Δούκας, д/н —9 червня 913) — політичний та військовий діяч Візантійської імперії, претендент на трон.

## Життєпис
Походив з провінційної знаті. Розпочав службу у війську разом з батьком Андроніком Дукою. Вперше письмо згадується у 904 році, коли захопив слугу імператора Льва VI — євнуха Самонаса. Останнього Дука підозрював у змові з арабами. Втім на вимогу імператора відпустив Самонаса. Але останній почав інтригувати проти Костянтина Дуки та його батька.
У 906 році внаслідок дій Самонаса виник конфлікт Андроніка Дуки з імператором. Коснятин разом з батьком заховався у фортеці Кабала. Тут Дуки чекали на допомогу арабської династії Хамданідів, але марно. Зрештою 907 року Костянтин разом з батьком втік до Багдаду.
Близько 910 року помер батько Костянтина. Він сам не забажав переходити в іслам й невдовзі втік до Візантії, де отримав прощення від Льва VI. У 911 році призначається статегом феми Харсіан. Сприяв організації оборони проти нападів арабів вглиб Малої Азії.
Вже 913 року імператором Олександром призначається доместиком схол. Брав участь у боях проти арабів, які вдерлися в межі імперії за наказом халіфа аль-Муктадіра. Зумів змусити останніх відступити.
6 червня 913 року помер імператор Олександр. До Дуки звернувся константинопольський патріарх Миколай Містик з пропозицією зайняти трон. Це підтримало значна частина аристократів й населення Константинополя. 8 червня Дука увійшов до столиці імперії. 9 червня його оголошено імператором на Іпподромі. На чолі загону рушив до Халкидської брами, за якими розташовувався імператорський палац, де сховався імператор Костянтин VII. В ході збройною сутички з гетерією (особистою гвардією) Костянтин Дука та його син Григорій загинули. Іншого сина — Стефана — кастровано.

## Родина
- Григорій (д/н—913)
- Стефан